# Reason Studios
Reason Studios, tidigare Propellerhead Software, är ett svenskt företag som är specialiserat på mjukvarusynthar och programvara för att skapa musik. Företaget grundades 1994 och är beläget i Stockholm. Reason har utvecklat produkter för att både kunna erbjuda en digital musikstudio samt att de även kan fungera som plugin i samarbete med andra DAW:s.

## Historik
Propellerhead Software grundades 1984 av Ernst Nathorst-Böös och Marcus Zetterquist. Snart anslöt sig även Peter Jubel till företaget. Deras första mjukvara var ReCycle (1994), ett program där man kunde klippa upp samplingar i mindre bitar (slices) och på så sätt förändra uppspelningshastigheten – en sorts enklare ”time-stretching”.
År 1997 släppte man ReBirth RB-338 som var en mjukvaruemulering av Roland TB-303, TR-808 och TR-909. Rebirth blev en av världens första kommersiellt tillgängliga mjukvarusyntar, och succén var given.
Tre år senare släpptes den kompletta digitala musikstudion Reason för macOS och Microsoft Windows. Propellerhead Software utvecklade även flera appar för iOS och Apple iPad: Figure (2015), Take (2015) och Reason Compact (2018). Appen Figure utsågs av Apple till årets musikapp i flera länder.
Under ett par år (2012–2014) hade Propellerhead Software även ett eget audio-interface Balance på programmet. Som mest hade man närmare ett 50-tal anställda. År 2017 sålde grundarna majoriteten av aktierna till riskkapitalbolaget Verdane för en okänd summa och två år senare avgick Nathorst-Böös som vd för företaget. Samma år bytte företaget namn till Reason Studios.

## Produkter
- Reason (2000–), en komplett digital musikstudio (DAW) för Mac OS och Microsoft Windows, som även fungerar som insticksmodul till andra program.
- Reason+ (2021–), en prenumerationstjänst som innehåller Reason och alla instrument och ljudbibliotek från Reason Studios.[7]
- Reason Compact (2018–), en enklare version av Reason för Apple iPad.
- ReCycle (1994–), ett program som delar upp ljudfiler i mindre bitar för tempoändring.
- Figure (2015–), en app för musikskapande på iPad. Utvecklingen togs över av Allihoopa men återgick till Propellerhead 2019.
- Take (2015–), en app för inspelning av sång på iPad. Utvecklingen togs över av Allihoopa men återgick till Propellerhead 2019.

### Avvecklade produkter
- Rebirth RB-338 (1997–2005; 2010–2017), en mjukvaruemulering av Rolands äldre analogsynthar TB-303, TR-808 och TR-909.
- Balance (2012–2014), ett externt ljudinterface för datorer och företagets enda hårdvaruprodukt.

### Relaterade produkter
- Rewire (1998–2020), en mjukvarustandard utvecklad av Propellerhead Software och Steinberg för att koppla ihop ljud- och musikprogram med varandra.
- Allihoopa (2016–2019), en musikdelningsplattform som startade 2015 som ett projekt hos dåvarande Propellerhead Software i samband med att iOS-apparna Figure och Take utvecklades.[8] Det knoppades snart av som ett eget bolag och lades ner 2019.[9]